# Membri post-mortem ai Academiei Române
Aceasta este o listă a membrilor post-mortem ai Academiei Române.
- Theodor Aman (1831–1891), pictor, grafician (din 1991)
- Ion Andreescu (1850–1882), pictor (din 1948)
- Petre Andrei (1891–1940), sociolog, filosof, om politic (din 1991)
- George Bacovia (1881–1957), poet (din 2015)
- Dumitru Bagdasar (1893–1946), medic (din 1948)
- Nicolae Bălcescu (1819–1852), istoric, scriitor și revoluționar (din 2015)
- Ion Barbu (Dan Barbilian) (1895–1961), matematician, poet	(din 1991)
- Béla Bartók (1881–1945), compozitor, pianist, muzicolog, folclorist, Ungaria (din 1991)
- Ștefan Berceanu (1914–1990), medic, dramaturg (din 1991)
- Alexandru Borza (1887–1971), botanist (1990)
- Petre Botezatu (1911–1981), logician, filosof (din 2006)
- Constantin Brâncuși (1876–1957), sculptor	(din 1990)
- Ion Luca Caragiale (1852–1912), scriitor (din 1948)
- Petru Caraman (1898–1980), folclorist, filolog (din 1991)
- Constantin Christescu (1866–1923), general al Armatei României din Primul Război Mondial (din 2017)
- Emil Cioran (1911–1995), scriitor, filosof (din 2009)
- Nicolae Ciorănescu (1903–1957), matematician (din 2006)
- Ion Creangă (1839–1889), scriitor	(din 1948)
- Alexandru Ioan Cuza (1820–1873), primul domnitor al Principatelor Unite (din 2018)
- Carol Davila (1828–1884), medic, farmacist (din 2003)
- Constantin Dobrogeanu-Gherea (1855–1920), critic, teoretician literar (din 1948)
- Marin Drăcea (1885–1958), silvicultor (din 2010)
- Ioan Dragalina (1860–1916), general al Armatei României din Primul Război Mondial (din 2017)
- Alphonse Dupront (1905–1990), istoric, Franța (din 2006)
- Mircea Eliade (1907–1986)	filosof, eseist, romancier (din 1990)
- Jacques M. Elias (1844–1923), proprietar, bancher	(din 1993)
- Mihai Eminescu (1850–1889), scriitor (din 1948)
- Mircea Florian (1888–1960), filosof (din 1990)
- Vladimir Ghika (1873–1954), diplomat, scriitor, preot (din 2013)
- Anton Golopenția (1909–1951), sociolog (din 2017)
- Eremia Grigorescu	(1863––1919), general al Armatei României din Primul Război Mondial (din 2017)
- Garabet Ibrăileanu (1871–1936), critic, istoric literar (din 1948)
- Eugen Ionescu (1909–1994), dramaturg, eseist, prozator, poet (din 2009)
- Ion Jovin (1899–1994), medic (din 2017)
- Traian Lalescu (1882–1929), matematician (1991)
- Dinu Lipatti (1917–1950),	pianist, compozitor, pedagog (din 1997)
- Eugen Lovinescu (1881–1943), critic, istoric literar, scriitor (din 1991)
- Ștefan Luchian (1868–1916), pictor (din 1948)
- Ștefan Lupașcu (Lupasco) (1900–1988), filosof (din 1991)
- Alexandru Macedonski (1854–1920), scriitor, traducător (din 2006)
- Virgil Traian Madgearu (1887–1940) economist, sociolog, om politic (din 1990)
- Augustin Maior (1882–1963), fizician, pedagog, inventator (din 2012)
- Gheorghe Mărdărescu (1866–1938), general al Armatei României din Primul Război Mondial (din 2017)
- Nicolae Mărgineanu (1905–1980), psiholog (din 2012)
- Irineu Mihălcescu	(1874–1948), mitropolit ortodox	(din 2015)
- Ion Mincu (1852–1912), arhitect (din 2012)
- Ioan Moraru (1927–1989), medic (din 1990)
- Dumitru Theodor Neculuță (1859–1904), poet (din 1948)
- Constantin Noica (1909–1987), filosof (din 1990)
- Hermann Oberth (1894–1980), fizician, matematician, inventator (din 1991)
- Ștefan Odobleja (1902–1978), medic (din 1990)
- Dimitrie Paciurea (1873–1932), sculptor (din 2012)
- Theodor Pallady (1871–1956), pictor (din 2012)
- Petre Pandrea (1904–1968), eseist, memorialist, ziarist (din 2013)
- Edgar Papu (1908–1993), estetician, eseist, traducător (din 2006)
- Constantin Al. Pârvulescu (1890–1945), astronom (din 1991)
- Nicolae Constantin Paulescu (1869–1931), medic (din 1990)
- Ion Păun-Pincio (1868–1894), scriitor (din 1948)
- Alexandru Piru (1917–1993), critic și istoric literar (din 2006)
- Sever Pop (1901–1961), lingvist (din 2012)
- Călin Popovici (1910–1977), astronom, astrofizician, geodez (din 1990)
- Alexandru Proca (1897–1955), fizician (din 1990)
- Liviu Rusu (1901–1985), estetician, istoric literar, psiholog (din 2006)
- Alexandru Sahia (1908–1937), scriitor (din 1948)
- Teodor Saidel (1874–1967), agronom (din 2017)
- Hagop Djolalian Siruni (1890–1973), ziarist, istoric, armenolog, orientalist, poet, traducător (din 2012)
- Ștefan Stâncă (1865–1897), medic (din 1948)
- Nichita Hristea Stănescu (1933–1983), scriitor (din 1990)
- Nicolae Aurelian Steinhardt (1912–1989), scriitor, critic litarar, eseist, jurist și publicist (din 2017)
- Constantin G. Stere (1865–1936), jurist, gazetar, scriitor, om politic (din 2010)
- Vladimir Streinu (1902–1970), critic și istoric literar, poet, traducător (din 2006)
- Alfred Bernard Teitel (1900–1980), farmacolog (din 2006)
- Haralambie Vasiliu (1880–1953), agrochimist (din 1990)
- Alexandru Vlahuță (1858–1919), scriitor (din 1948)
- Aurel Vlaicu (1882–1913), inginer și pilot (din 1948)
- Vasile Voiculescu (1884–1963), medic și scriitor (din 1993)